# Унцукульський район
Унцукульський район ав. Унсоколо мухъ - муніципальний район в Дагестані, Росія.
Адміністративний центр - село Унцукуль.

## Географія
Район розташований в центральній частині Дагестану і межує: з Буйнакським, Левашинським, Гергебільським, Хунзахським і Гумбетівським районами республіки.  Площа території - 560 км².

## Історія
Унцукульський район утворений 23 січня 1935 року в результаті розукрупнення Аварського округу і Койсубулінського району.
Станом на 2011 рік криміногенна обстановка в районі оцінювалася як украй напружена в порівнянні з іншими районами Дагестану. 
У вересні 2014 року з селища Времєнний Унцукульского району були виселені всі мешканці з метою проведення антитерористичної операції. Серед правозахисних організацій цей випадок відзначається як порушення прав людини.

## Населення
Населення - 30 029 чоловік.
Національний склад
За даними Всеросійського перепису населення 2010 року :
| Народ    | Чисельність, чол. | Частка від усього населення,% |
| -------- | ----------------- | ----------------------------- |
| Аварці   | 28799             | 97,5%                         |
| Даргинці | 128               | 0,43%                         |
| Лакці    | 111               | 0,38%                         |
| Інші     | 509               | 1,7%                          |
| Усього   | 29547             | 100%                          |

## Економіка
Основна складова економіки - сільське господарство, в районі функціонують 4 ФКЗ, 4 колгоспи, 5 радгоспів, рибне господарство.

## Природні особливості
Унцукульському район розташований в центральній частині Дагестану.
У природно-кліматичному відношенні це - один із заповідних куточків Дагестану, долина Аварського Койсу з її субтропічним кліматом.

## Господарська спеціалізація
Основу економіки району складають: енергетика, садівництво та прикладне мистецтво. У селі Унцукуль знаходиться єдина в світі фабрика з художньої обробки дерева.
В районі функціонують 10 сільгосппідприємств, 441 колгоспне (фермерське) господарство і 6,8 тис. Особистих підсобних господарств.
Сільгоспугіддя складають 46,8 тис. га.
Промисловість району представлена Ірганайською ГЕС, а також 10 хлібопекарнями, 5 міні-млинами і дробарками зерна.

## Інфраструктура
Загальна площа житлового фонду - 514,1 тис. Кв. м, у тому числі муніципальна - 47,2 тис. кв. м.
Рівень благоустрою району складає за наявності: водопроводу - 17,7%; каналізації - 17,7; гарячого водопостачання - 17,7; газу - 50,6; напільного електроплити - 67,1%.
У районі є міжрайонна багатопрофільна лікарня, 1 районна лікарня, 4 дільничні лікарні, 1 лікарська амбулаторія в селищі Шамількала, 1 фельдшерсько-акушерський пункт, 12 фельдшерських пунктів та аптека.
На території району розташовані 3 оздоровчих табори.
Працюють підприємства торгівлі та громадського харчування споживчого товариства.
Є 4 оператора мобільних систем зв'язку.

## Освіта та культура
Є 18 шкіл, 11 дитячих дошкільних закладів, 2 школи мистецтв, 1 дитячий будинок творчості; 18 клубних установ, 20 бібліотек, 3 музеї, 1 театр, 12 пам'яток культури та історії.

## Люди, пов'язані з районом
Село Гімри - батьківщина двох Імамів Дагестану: Газімагомеда і Шаміля. У селі Кахабросо народився прославлений поет-лірик Махмуд, названий «кавказьким Блоком»; в селі Унцукуль - відомий революціонер і політичний діяч Махач Дахадаев, на честь якого названа столиця Дагестану - місто Махачкала.

## Потенціал розвитку
Освоєння корисних копалин (доломіту), розвиток та оновлення потужностей консервної промисловості, підприємств художнього промислу; відтворення рибних запасів; розвиток курортно-рекреаційного туризму. .